# Hóquei sobre a grama nos Jogos Pan-Americanos de 1971
As competições de hóquei sobre a grama nos Jogos Pan-Americanos de 1971 foram realizadas em Cali, Colômbia. O torneio foi disputado apenas entre homens. Esta foi a segunda edição do esporte nos Jogos Pan-Americanos.
| Evento                         | Ouro          | Prata      | Bronze     |
| ------------------------------ | ------------- | ---------- | ---------- |
| Hóquei sobre a grama masculino | ARG Argentina | MEX México | CAN Canadá |